# Kiril Lazarov
Kiril Lazarov (nacido el 10 de mayo de 1980 en Sveti Nikole, Macedonia del Norte) es un ex-balonmanista normacedonio, que jugaba como lateral derecho. Su último equipo fue el HBC Nantes. Fue un componente de la selección de balonmano de Macedonia del Norte.
Es ampliamente reconocido como el mejor jugador de balonmano de la historia de Macedonia del Norte, selección de la que es el máximo goleador histórico con mucha claridad, con 1728 goles, y el segundo jugador con más partidos disputados con 236 partidos. También es reconocido como uno de los mejores goleadores de la historia, al ser el máximo goleador histórico de la Liga de Campeones de la EHF, con 1482 goles.

## Biografía
Fue el máximo goleador de la Liga de Campeones de la EHF dos veces con Veszprém KC y RK Zagreb y es el capitán de la selección de Macedonia de balonmano.
El 29 de enero de 2009, Lazarov se convirtió en el máximo goleador del Campeonato Mundial de Balonmano Masculino de 2009 con la selección macedonia.
El 24 de marzo de 2009, Kiril Lazarov fue galardonado con la Medalla al Servicio al País por el presidente de la República de Macedonia y Branko Crvenkovski en el reconocimiento por los logros en el deporte y su contribución al desarrollo y la popularización del deporte en Macedonia, así como la promoción del país en el extranjero.
El 29 de enero de 2012, Lazarov se convirtió en el máximo goleador del Campeonato Europeo de Balonmano Masculino de 2012 con la selección macedonia.
El 7 de junio de 2013 el Fútbol Club Barcelona confirma el acuerdo para incorporar a Lazarov a su sección de balonmano por las dos próximas temporadas.

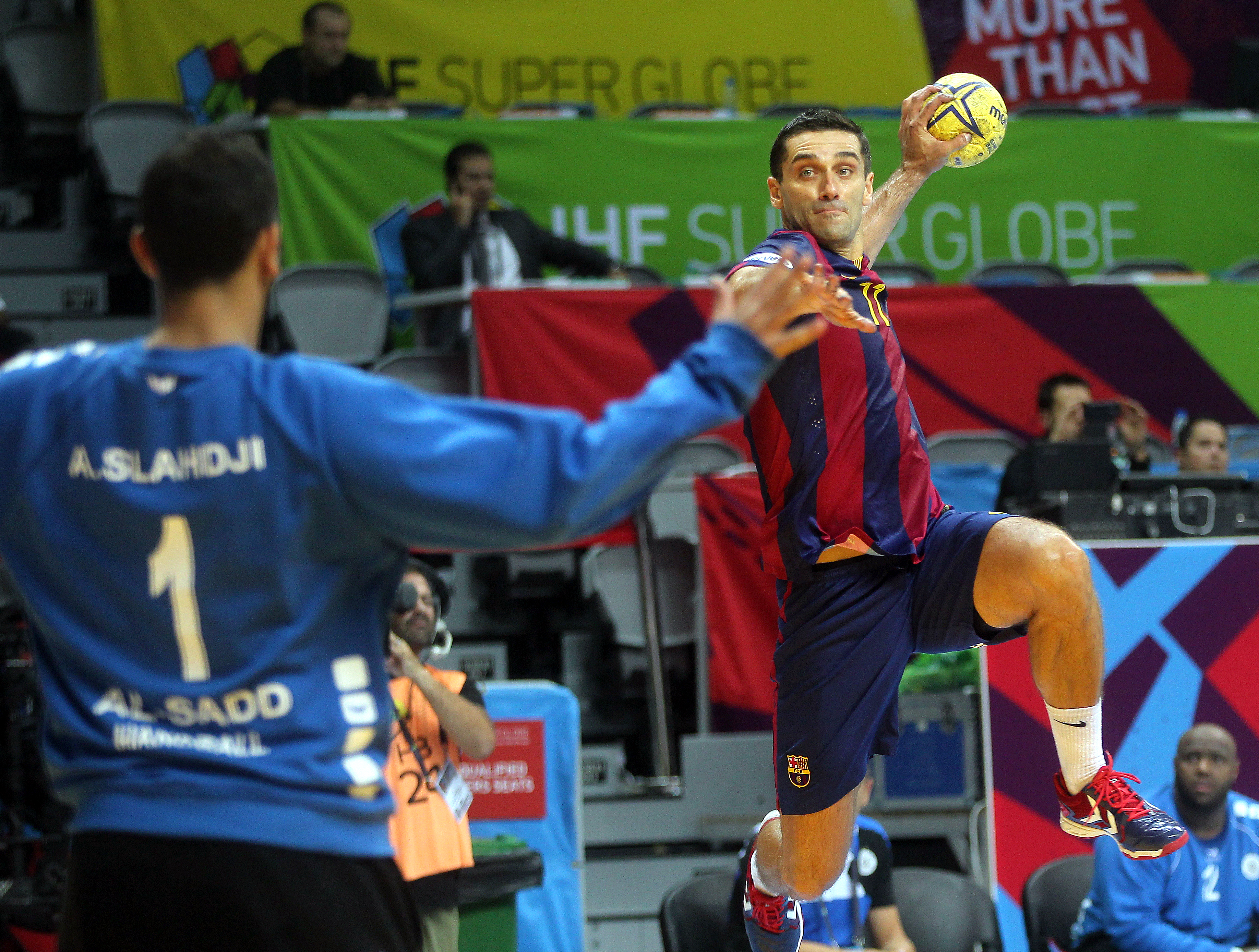
Lazarov con el FC Barcelona en 2014.

## Clubes
| Club                       | País                   | Temporadas  |
| -------------------------- | ---------------------- | ----------- |
| RK Pelister                | República de Macedonia | 1997 - 2000 |
| RK Zagreb                  | Croacia                | 2000 - 2002 |
| Veszprém KC                | Hungría                | 2002 - 2007 |
| RK Zagreb                  | Croacia                | 2007 - 2010 |
| Club Balonmano Ciudad Real | España                 | 2010 - 2011 |
| BM Atlético de Madrid      | España                 | 2011 - 2013 |
| F. C. Barcelona            | España                 | 2013 - 2017 |
| HBC Nantes                 | Francia                | 2017 - 2022 |

## Palmarés

### RK Pelister
- Liga de Macedonia de balonmano (1997/98) y (1999/00).
- Copa de Macedonia de balonmano (1998) y (1999).

### RK Zagreb
- Liga de Croacia de balonmano (2000), (2001), (2002), (2007), (2008), (2009) y (2010).
- Copa Croata (2000), (2007), (2008), (2009) y (2010).

### Veszprém KC
- Liga húngara (2002), (2003), (2004), (2005) y (2006).
- Copa de Hungría de balonmano (2002), (2003), (2004), (2005) y (2007).

### Al Sadd SC
- Subcampeón Mundial de Clubes (2010).

### BM Ciudad Real
- Supercopa de España (2010).
- Copa ASOBAL (2010/11).
- Copa del Rey (2010/11).
- Subcampeón Liga ASOBAL (2010/11).
- Subcampeón Copa de Europa (2010/11).
- Subcampeón Mundial de Clubes (2011).

### BM Atlético de Madrid
- Supercopa de España (2011/12)
- Copa del Rey (2011/12) y (2012/13).
- Mundial de Clubes (2012).
- Subcampeón Supercopa de España  (2012).
- Subcampeón  Copa ASOBAL (2012/13).
- Subcampeón Liga ASOBAL (2011/12), (2012/13).
- Subcampeón Copa de Europa (2011/12).

### F. C. Barcelona
- Copa de Europa (2014/15)
- Supercopa de España (2013/14), (2014/15), (2015/16) y (2016/17)
- Copa del Rey (2013/14), (2014/15), (2015/16) y (2016/17)
- Mundial de Clubes (2013) y (2014).
- Copa ASOBAL (2013/14), (2014/15), (2015/16) y (2016/17)
- Liga ASOBAL (2013/14), (2014/15), (2015/16) y (2016/17)
- Liga de los Pirineos (2014/15), (2015/16)

### Nantes
- Copa de la Liga de balonmano (1): 2022